# Seondha
Seondha is een nagar panchayat (plaats) in het district Datia van de Indiase staat Madhya Pradesh. 

## Demografie
Volgens de Indiase volkstelling van 2001 wonen er 19.540 mensen in Seondha, waarvan 55% mannelijk en 45% vrouwelijk is. De plaats heeft een alfabetiseringsgraad van 60%. 